# Уравнение существования летательного аппарата
Уравнение существования летательного аппарата (формула Можайского) позволяет приблизительно найти взлётную массу гипотетического летательного аппарата (ЛА), исходя из его эксплуатационных, конструктивных или лётных свойств.

## Вид формулы
{\displaystyle m_{0}={\frac {m_{\text{equipage}}+m_{\text{fuel}}+m_{\text{cargo}}+m_{\text{engines}}}{1-(\xi _{\text{fuselage}}+\xi _{\text{wing}}+\xi _{\text{tail}}+\xi _{\text{cockpit}}+\xi _{\text{fuel system}}+\xi _{\text{chassis}}+\xi _{\text{equipment}})}}}
Здесь:
- {\displaystyle m_{0}} Взлётная масса гипотетического ЛА;

Относительная масса i-го элемента {\displaystyle \xi _{\text{i}}={\frac {m_{\text{i}}}{m_{0}}}} является отношением массы элемента конструкции ЛА к взлётной массе ЛА;
- {\displaystyle m_{\text{fuselage}}} Масса фюзеляжа,
- {\displaystyle m_{\text{wing}}} Масса крыла и посадочной механизации,
- {\displaystyle m_{\text{tail}}} Масса хвостового оперения,
- {\displaystyle m_{\text{cockpit}}} Масса кабины экипажа.
- {\displaystyle m_{\text{engines}}=k_{\text{en}}m_{\text{en}}} Масса силовой установки, где
  - {\displaystyle k_{\text{en}}} Количество двигателей
  - {\displaystyle m_{\text{en}}} Масса одного двигателя
- {\displaystyle m_{\text{equipage}}=k_{\text{eq}}m_{\text{eq}}} масса экипажа, где
  - {\displaystyle k_{\text{eq}}} Количество членов экипажа
  - {\displaystyle m_{\text{eq}}} Масса одного члена экипажа в лётном снаряжении
- {\displaystyle m_{\text{fuel system}}} Масса топливной системы
- {\displaystyle m_{\text{fuel}}} Масса топлива
- {\displaystyle m_{\text{chassis}}} Масса шасси и посадочных устройств
- {\displaystyle m_{\text{equipment}}} Масса авиационного и радио- и другого оборудования.
- {\displaystyle m_{\text{cargo}}} Масса полезной нагрузки

Эта формула носит имя А. Ф. Можайского, построившего первый в мире пилотируемый полноразмерный ЛА тяжелее воздуха с собственной силовой установкой. Скорее всего, автором этой формулы является В. Ф. Болховитинов. Существуют исторические свидетельства, что похожую формулу в своих рассуждениях использовал также К.Э Циолковский, при составлении проекта цельнометаллического самолета-моноплана.
Формула позволяет получить приближенную взлётную массу проектируемого ЛА на этапе первого приближения. В техническом задании, как правило, указаны такие характеристики создаваемого ЛА, как дальность, максимальная скорость, грузоподъемность и продолжительность полёта.
Исходя из этих показателей, конструкторы определяют количество членов экипажа, выбирают силовую установку (тип и количество подходящих двигателей), определяют потребное количество топлива. Таким образом находится числитель формулы.
Знаменатель формулы подсчитывается, исходя из статистических данных по конструкциям существующих ЛА. Например, истребитель рассчитывается на большую максимальную перегрузку, чем пассажирский самолет, следовательно, относительная масса его крыла окажется выше, чем относительная масса крыла пассажирского лайнера. С другой стороны, шасси двух истребителей, с близкой взлетной массой, имеют примерно одинаковую относительную массу. Можно ожидать, что относительная масса элемента проектируемого ЛА и его прототипа окажутся близкими.
Если в результате подсчёта по формуле Можайского взлётная масса гипотетического ЛА окажется чрезмерно большой, или наоборот, слишком малой, это означает, что создание такой машины невозможно.
Интересно, что применение формулы к орнитоптерам (махолётам) дает максимальную взлетную массу от 14 до 50 кг. Именно такую массу имеют самые крупные летающие птицы (лебеди, орлы, буревестники).

## Вывод формулы
Распишем взлётную массу ЛА, как сумму составляющих элементов:

{\displaystyle m_{0}=m_{\text{fuselage}}+m_{\text{wing}}+m_{\text{tail}}+m_{\text{cockpit}}+m_{\text{engines}}+m_{\text{equipage}}+m_{\text{fuel system}}+m_{\text{fuel}}+m_{\text{chassis}}+m_{\text{equipment}}+m_{\text{cargo}}}
Группируя известные нам массы элементов от неизвестных, получаем: 

{\displaystyle m_{0}=(m_{\text{equipage}}+m_{\text{fuel}}+m_{\text{cargo}}+m_{\text{engines}})+m_{0}(\xi _{\text{fuselage}}+\xi _{\text{wing}}+\xi _{\text{tail}}+\xi _{\text{cockpit}}+\xi _{\text{fuel system}}+\xi _{\text{chassis}}+\xi _{\text{equipment}})}
Сокращая на {\displaystyle m_{0}}, получаем

{\displaystyle 1={\frac {m_{\text{equipage}}+m_{\text{fuel}}+m_{\text{cargo}}+m_{\text{engines}}}{m_{0}}}+(\xi _{\text{fuselage}}+\xi _{\text{wing}}+\xi _{\text{tail}}+\xi _{\text{cockpit}}+\xi _{\text{fuel system}}+\xi _{\text{chassis}}+\xi _{\text{equipment}})}
Или, окончательно 

{\displaystyle m_{0}={\frac {m_{\text{equipage}}+m_{\text{fuel}}+m_{\text{cargo}}+m_{\text{engines}}}{1-(\xi _{\text{fuselage}}+\xi _{\text{wing}}+\xi _{\text{tail}}+\xi _{\text{cockpit}}+\xi _{\text{fuel system}}+\xi _{\text{chassis}}+\xi _{\text{equipment}})}}}